# KF Ramiz Sadiku
El KF Ramiz Sadiku es un equipo de fútbol de Kosovo que juega en la Liga e Parë, la segunda división de fútbol en el país.

## Historia
Fue fundado en el año 1974 en la capital Pristina con el nombre KNIR Sadiku, logrando el título de liga en la temporada de 1982/83, aunque no es tan popular dentro de la ciudad como en KF Prishtina.
Luego del reconocimiento de Kosovo como país independiente por parte de la ONU, el club cambió su nombre por el actual, pero no han jugado en la Superliga de Kosovo desde que Kosovo fue reconocido como país.

## Palmarés
- Superliga de Kosovo: 1

1982/83

## Jugadores

### Jugadores destacados
| - Arbnor Hyseni - Amir Rrahmani - Guri Murti - Astrit Rrahmani | - Agron Sinani - Durim Qorri - Avni Islami - Triumf Sinani | - Dardan Kryeziu - Suad Sahiti - Gordon Romero - Sandro Villalba |